# Потсдамское соглашение (1945)

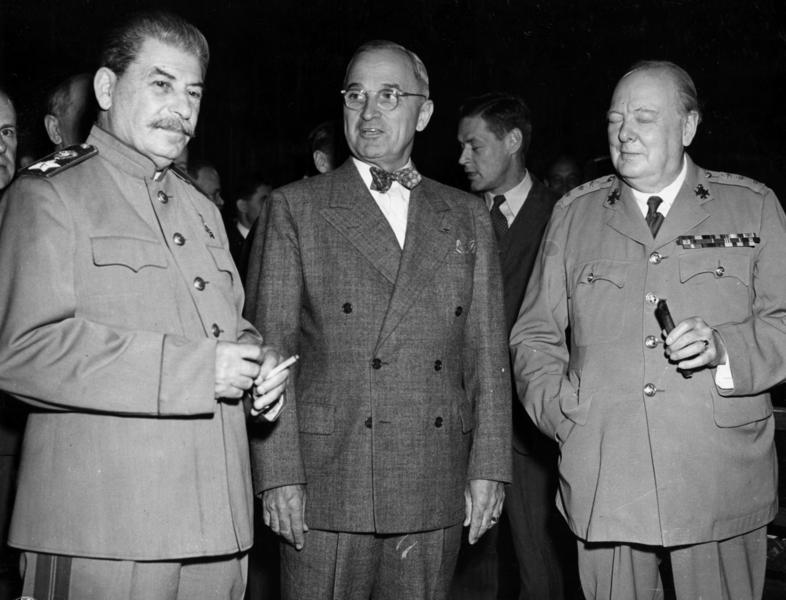
И. В. Сталин, Г. Трумэн и У. Черчилль перед открытием Потсдамской конференции

Потсдамское соглашение 1945 года — документы, зафиксировавшие итоги Потсдамской конференции, состоявшейся незадолго до окончания Второй мировой войны с 17 июля по 2 августа 1945 года во дворце Цецилиенхоф в Потсдаме. 
На Потсдамской конференции державами-победительницами были приняты решения о новом политическом и территориальном устройстве Германии, её демилитаризации, выплачиваемых Германией репарациях и судьбе немецких военных преступников.
На конференции державы-победительницы СССР, США и Великобритания были представлены руководителями правительств и министрами иностранных дел. Первоначально в конференции участвовали Сталин, Трумэн и Черчилль. В дальнейшем Черчилля сменил новый премьер-министр Великобритании Клемент Эттли. Франция в Потсдамской конференции не участвовала, однако 4 августа присоединилась с оговорками к Потсдамскому соглашению.
Значение Потсдамского соглашения состоит прежде всего в том, что оно зафиксировало коллективную ответственность всех четырёх держав-союзниц за Германию в целом.

## Заключительный протокол

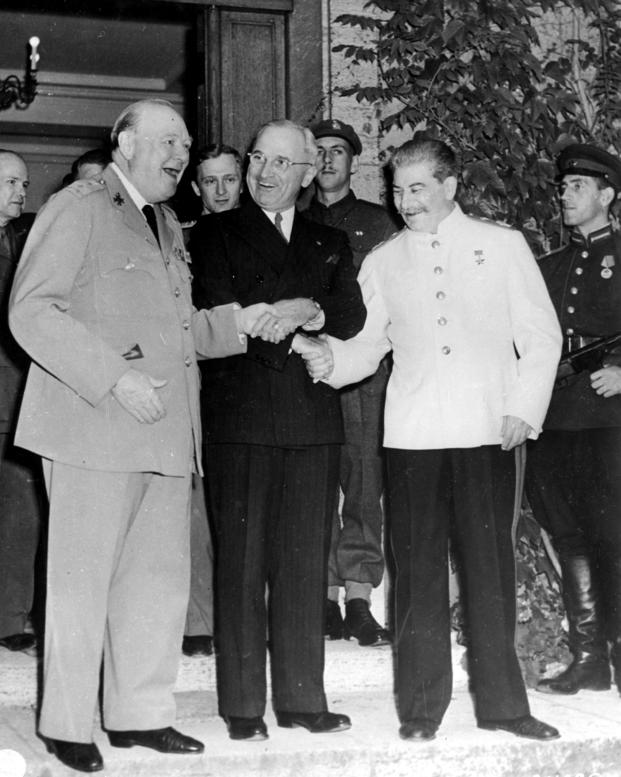
Тройное рукопожатие на Потсдамской конференции. Уинстон Черчилль, Гарри Трумэн и Иосиф Сталин

Встреча в Потсдаме проходила в закрытом режиме без участия прессы. Заключительный протокол конференции был опубликован в сжатой форме под названием «Ведомственное сообщение о Берлинской конференции трёх держав». Представляя собой по форме совместное коммюнике, сообщение представляло собой заявление о намерениях, а не обязательный для исполнения международный договор.
Подписанный сторонами-участницами конференции протокол содержал следующие пункты:
- ход конференции;
- учреждение Совета министров иностранных дел (СМИД);
- принципы послевоенной оккупации Германии;
- положения о репарациях;
- экономическая целостность Германии;
- распоряжение военно-морским и торговым флотом Германии;
- предание суду военных преступников;
- нормы по территориальным вопросам и восточным землям (до окончательного мирного урегулирования с Польшей и Австрией);
- заключение мирных договоров;
- управление опекаемыми территориями;
- переселение оставшегося германского населения из Польши и управляемых ею территорий Германии, из Чехословакии и Венгрии.

## Результаты

### Политические принципы
Политические принципы оккупации Германской империи легли в основу работы Союзнического контрольного совета, размещавшегося в Берлине. Принципы получили название «четырёх Д» (иногда говорят о «пяти Д»).
- Денацификация — ликвидация всех нацистских организаций.

Идея денацификации была выдвинута союзниками после победы над нацистской Германией в середине 1945 года. Потсдамское соглашение предусматривало «очищение» немецкого и австрийского обществ, культуры, прессы, экономики, юриспруденции и политики от любого рода национал-социалистического влияния.
С января 1946 года в отношении Германии Союзническим контрольным советом в Берлине было издано несколько директив по денацификации, в которых выделялись определённые группы лиц, в отношении которых проводилось судебное следствие.
- Демилитаризация — полное разоружение Германии.

Демилитаризация включала в себя роспуск армии, ликвидацию запасов оружия и полный демонтаж военно-промышленного комплекса оккупированной Германии с целью предотвращения дальнейшей военной угрозы с её стороны.
Потсдамское соглашение предусматривало демилитаризацию Германии. Однако в ходе холодной войны произошло перевооружение как ФРГ, так и ГДР.
- Демократизация — восстановление гражданских свобод, многопартийных выборов и разделения властей.

Предусматривался окончательный перевод политической жизни в Германии на демократическую основу, демократические партии получали разрешение на деятельность по всей Германии, им также оказывалась поддержка.
С ограничениями, необходимыми для соблюдения военной безопасности, предоставлялись свободы слова, прессы и религии.
Предусматривался контроль за системой образования и воспитания в Германии в целях успешного развития демократических принципов.
- Децентрализация

Децентрализация означала передачу функций, ответственности, ресурсов и полномочий по принятию политических решений на средний и низший уровень (городов и общин), а в экономической области — деконцентрация экономической мощи Германии.
- Демонтаж

Историческое понятие «демонтаж» подразумевает демонтаж объектов германской промышленности, в частности, металлургии и тяжёлой промышленности. Целью демонтажа со стороны СССР являлось устранение ущерба, нанесённого Германией, а также ослабление Германии путём уничтожения её индустриальной основы и тем самым предупреждение новой агрессивной войны. В западных зонах оккупации политика демонтажа была вскоре прекращена в соответствии с доктриной Трумэна.

### Решения по территориальным вопросам

#### Калининградская область
В статье VI Потсдамского соглашения «О городе Кёнигсберге и прилегающем к нему районе» говорится о том, что прилегающая к Балтийскому морю часть западной границы СССР проходит от пункта на восточном берегу Данцигской бухты, обозначенного на прилагаемой карте к востоку — севернее Браунсберга—Гольдапа к стыку границ Литвы, Польской Республики и бывшей Восточной Пруссии. Президент США Трумэн и британский премьер-министр зафиксировали в протоколе своё согласие оказать политическую и дипломатическую поддержку окончательной передаче территории на предстоящем мирном конгрессе.

#### Польша и граница по Одеру-Нейсе
На Потсдамской конференции также обсуждался вопрос территориальных претензий Польши. Ещё до Потсдамской конференции западные державы признали новое правительство Польши (пол. Rząd Tymczasowy Rzeczypospolitej Polskiej), созданное в основном из поддерживаемых И. Сталиным участников Польского Сопротивления (во главе с Б. Берутом), в которое в июне 1945 года вошло несколько членов польского правительства в изгнании. В заявлениях правительства провозглашалось проведение свободных демократических выборов, а всем польским эмигрантам в ближайшее время предоставлялась возможность вернуться на родину.

#### Ныса-ЛужицкаилиНыса-Клодзка
Имея дело с уже свершившимися фактами, западные союзники признали эти территории польскими впредь до окончательного урегулирования территориальных вопросов на мирном конгрессе. Спорным было и место прохождения границы между Польшей и Германией по Нейсе (Нысе): по лужицкой или по клодзской. Имеются сведения о том, что американская и британская делегации не предполагали существования лужицкой Нейсе. Некоторое время обсуждалась восточная граница Германии не по Одеру-Нейсе, а по Одеру-Бубру в 50 км к востоку от неё, что не устраивало СССР. В этом варианте вся восточная Лужица оказалась бы на территории Германии, и города Губен и Гёрлиц не были бы поделены границей. Однако в конечном итоге стороны сошлись на границе Нейсе-Лужицкой.

#### Штеттин
После согласования на Потсдамской конференции линии границы по лужицкой Нейсе пограничной рекой должен был стать как минимум Одер. Но вопреки этому соглашению ещё 5 июля 1945 года Советский Союз передал Польше находящийся к западу от Одера город Штеттин, где на тот момент проживало 84 тысячи немцев. Передача Штеттина и устья Одера в Штеттинском заливе, зафиксированная в Потсдамском соглашении, являлось экономическим требованием Польши после получения Верхнесилезского промышленного региона. Таким образом, Потсдамское соглашение лишь закрепило уже сложившуюся ситуацию.

### Депортация немецкого населения
Потсдамское соглашение, подписанное США, СССР и Великобританией, в статье XIII закрепило «узаконенную депортацию немецкого населения» из Польши, Чехословакии и Венгрии.